# Malatíny
Malatíny (węg. Hárommalatin) – wieś (obec) na Słowacji położona w kraju żylińskim, w powiecie Liptowski Mikułasz. Leży w krainie historycznej Liptów. Pierwsze wzmianki o wsi pochodzą z 1250 roku. Przez Malatíny przebiegają autostrada D1 i droga I/18 oraz linia kolejowa nr 180 relacji Żylina – Koszyce. W pobliżu Malatín leży zbiornik wodny Bešeňová.